# Naturmonument
Et naturmonument er et sted der indeholder ét eller flere særskilte naturlige og/eller kulturelle træk, eller attraktioner som har særlig og/eller helt enestående værdi, enten pga. sjældenhed, repræsentativitet, æstetiske kvaliteter eller kulturel betydning.
Det er betegnelsen for en kategori (III) i IUCNs internationale naturfredningsstrategi,
men flere lande har deres egne ordninger og retningslinjer, f.eks. Norge, Tyskland og Østrig.
Under retningslinjerne for IUCN World Commission on Protected Areas er naturminder niveau III beskrevet som:
"Områder der er afsat for at beskytte et specifikt naturmonument, som kan være en landform, kystudformning, ubådshule, geologisk træk såsom en hule eller endda en levende funktion som en gammel dyrket lund. De er generelt ret små beskyttede områder og har ofte høj værdi for besøgende. "
Dette er et lavere beskyttelsesniveau end niveau II (nationalparker) og niveau I (vildmarksområder).
Det Europæiske Miljøagenturs retningslinjer for udvælgelse af et naturmonument er:
- Området skal indeholde en eller flere funktioner af enestående betydning. Passende naturlige træk inkluderer vandfald, huler, kratere, fossile aflejringer, klitter og marine træk sammen med unik eller repræsentativ fauna og flora; associerede kulturelle træk kan omfatte beboede huler, fæstninger på klipper, arkæologiske steder eller naturlige steder, der har betydning for oprindelige folk.
- Området skal være stort nok til at beskytte funktionens integritet og dens øjeblikkeligt relaterede omgivelser.[1]